# Almazarán
Almazarán es un despoblado español del municipio de Letur, perteneciente a la provincia de Albacete, en la comunidad autónoma de Castilla-La Mancha.

## Historia
Hacia mediados del siglo XIX, se conocía con el nombre de Almazarán una unión de cinco cortijos ya por entonces pertenecientes al municipio de Letur. Aparece descrita en el segundo volumen del Diccionario geográfico-estadístico-histórico de España y sus posesiones de Ultramar de Pascual Madoz con las siguientes palabras:

ALMAZARAN: cinco cortijos unidos, en la prov. de Albacete, part. jud. de Yeste, térm. jurisd. y al SE. de Letur (V.): dichos cortijos tienen una estensa huerta que se riega con el sobrante de las fuentes que nacen en la v., y formando un arroyo desagua en el r. Segura distante 1 leg,: Prod.: seda, cáñamo, maiz y toda clase de frutas.
(Madoz, 1845, p. 88)